# Dempagumi.inc
A Dempagumi.inc (でんぱ組.inc; Hepburn: Denpagumi Inku) japán női idolegyüttes, melyet 2008-ban alapítottak Akihabarában. Zenei stílusuk rendszerint a „denpa song” nyomvonalán halad. Az együttes összes tagja egykori otakunak vallja magát.

## Az együttes tagjai
| Név                            | Születésnap    | Szülőváros          | Becenév         | Szín   | Szín | Szlogen                                    | Otaku műfaj                         | Megjegyzések |
| ------------------------------ | -------------- | ------------------- | --------------- | ------ | ---- | ------------------------------------------ | ----------------------------------- | --- |
| Furukava Mirin （古川未鈴）    | szeptember 19. | Kagava prefektúra   | Mirin-csan      | Piros  |      | Játékidol, aki énekelni és táncolni is tud | videojátékok, tánc                  | Az együttes egyetlen megmaradt alapító tagja. Videojátékosként ismert. Szaeki Kenzó producerelte szólóidolként.                                |
| Aizava Risza （相沢梨紗）      | augusztus 2.   | Oszaka prefektúra   | Riszacsii       | Fehér  |      | 2,5D-s legenda!                            | szeijú, 1990-es évekbeli animedalok | Vezér. 2009 júniusában csatlakozott az együtteshez. Korábbi neve: Nisimura Meme.                                                               |
| Narusze Eimi （成瀬瑛美）      | február 16.    | Fukusima prefektúra | Eitaszo Ei-csan | Citrom |      | Nagy energiájú A-pop lány                  | anime, manga                        | 2010. június 3-án csatlakozott az együtteshez. Korábbi neve: Eitaszo. Furukava Mirinnel a Mizutama Online nevű idolcsapat tagja volt.          |
| Fudzsiszaki Ajane （藤咲彩音） | december 7.    | Szaitama prefektúra | Pinky           | Kék    |      | Amikor táncolok át tudok változni!         | cosplay                             | 2011. december 25-én csatlakozott az együtteshez. Mielőtt csatlakozott az együtteshez Pinky! álnéven töltött fel videókat a Nico Nico Dougára. |
| Kaname Rin (鹿目 凛)           | szeptember 21. | —                   | Perorin         |        |      | —                                          | —                                   | 2017. december 30-án csatlakozott az együtteshez. Nemoto Nagi-val együtt tagja a Nemopero from Dempagumi.inc nevű kéttagú együttesnek.         |
| Nemoto Nagi (根本 凪)          | március 15.    | —                   | Nemo            | Menta  |      | —                                          | —                                   | 2017. december 30-án csatlakozott az együtteshez. Kaname Rin-nel együtt tagja a Nemopero from Dempagumi.inc nevű kéttagú együttesnek.          |
| Kozue Aikava （愛川こずえ)     | —              | —                   | —               | —      | —    | —                                          | —                                   | 2021. február 16-án csatlakozott az együtteshez.                                                                                               |
| Rito Amaszava （天沢璃人）     | —              | —                   | —               | —      | —    | —                                          | —                                   | 2021. február 16-án csatlakozott az együtteshez.                                                                                               |
| Ria Kobato （小鳩りあ）        | —              | —                   | —               | —      | —    | —                                          | —                                   | 2021. február 16-án csatlakozott az együtteshez.                                                                                               |
| Aozora Szorano （空野青空）    | —              | —                   | —               | —      | —    | —                                          | —                                   | 2021. február 16-án csatlakozott az együtteshez.                                                                                               |
| Hina Takaszaki （高咲陽菜）    | —              | —                   | —               | —      | —    | —                                          | —                                   | 2021. február 16-án csatlakozott az együtteshez.                                                                                               |

### Korábbi tagok
- Ovata Akari (小和田あかり) — 2008. december–2010. július 8.
- Atobe Miu (跡部みぅ) — 2010. június 3.–2011. december 25.
- Mogami Moga (最上もが) — 2011. december 25.[3]–2017. augusztus 6.
- Jumemi Nemu（夢眠ねむ) — 2009. június 15-től 2019. január 7-ig volt tag.

## Diszkográfia

### Kislemezek
| #                           | Cím                                                                                                | Megjelenés                  | Oricon                      |
| Független kiadós kislemezek | Független kiadós kislemezek                                                                        | Független kiadós kislemezek | Független kiadós kislemezek |
| --------------------------- | -------------------------------------------------------------------------------------------------- | --------------------------- | --------------------------- |
| 1                           | Mirror Magic?                                                                                      | 2008. december              | —                           |
| Nagykiadós kislemezek       | |                             |                             |
| 1                           | Kiss + Kiss de ovaranai (Kiss+kissでおわらない)                                                    | 2010. február 24.           | —                           |
| 2                           | Piko piku pikatte koisite jo (ピコッピクッピカッて恋してよ)                                        | 2010. július 6.             | 104                         |
| 3                           | Future Diver                                                                                       | 2011. november 16.          | 46                          |
| 4                           | Demparade Japan/Cujoi kimocsi cujoi ai (でんぱれーどJAPAN／強い気持ち・強い愛)                     | 2012. május 23.             | 37                          |
| 5                           | Kirakira Tune/Sabotage (キラキラチューン／Sabotage)                                                | 2012. július 18.            | 19                          |
| 6                           | W.W.D/Fuju e to hasiridaszuo! (W.W.D／冬へと走りだすお!)                                           | 2013. január 16.            | 10                          |
| 7                           | Denden Passion (でんでんぱっしょん)                                                                | 2013. május 29.             | 6                           |
| 8                           | W.W.D II/Notto botcsi… nacu (W.W.DⅡ／ノットボッチ...夏)                                            | 2013. október 2.            | 8                           |
| 9                           | Szakura Apparation (サクラあっぱれーしょん)                                                        | 2014. március 12.           | 3                           |
| 10                          | Dear Stage e jókoszo (Budókan Live kinen genteban) (Dear☆Stageへようこそ♡〜武道館LIVE記念限定盤〜) | 2014. május 14.             | 9                           |
| 11                          | Csururi csururira (ちゅるりちゅるりら)                                                             | 2014. július 30.            | 10                          |
| 12                          | Demparty Night (でんぱーりーナイト)                                                                | 2014. november 26.          | 3                           |
| 13                          | Punch Line!                                                                                        | 2015. április 29.           | 13                          |
| 14                          | Ocukare Summer (おつかれサマー！)                                                                  | 2015. június 17.            | 3                           |
| 15                          | Asita csikjú ga konagona ni natte mo (あした地球がこなごなになっても)                              | 2015. szeptember 16.        | 2                           |
| 16                          | Szai Psi szai kócsó! (最Ψ最好調!)                                                                  | 2016. november 2.           | 5                           |

#### Digitális kislemezek
| # | Cím                                                         | Megjelenés         |
| - | ----------------------------------------------------------- | ------------------ |
| 1 | Tova Zombina (永久ゾンビーナ)                               | 2015. október 9.   |
| 2 | Toncsinkancsin Ikkjú-szan (とんちんかんちん一休さん)        | 2015. október 28.  |
| 3 | Dem Dem X’mas                                               | 2015. december 18. |
| 4 | Jabu! to the Future (破!to the Future)                      | 2016. január 8.    |
| 5 | Fanfare va bokura no tame ni (ファンファーレは僕らのために) | 2016. február 5.   |
| 6 | Star T sicsauze harudasi ne (STAR☆ットしちゃうぜ春だしね)   | 2016. március 4.   |
| 7 | Psi deszu I Like You (Ψです I LIKE YOU)                     | 2016. augusztus 8. |

### Albumok
| # | Cím | Megjelenés         | Oricon |
| - | --- | ------------------ | ------ |
| 1 | Nee kiite? Ucsú vo szukú no va, kitto oszusi… de va naku, Dempagumi.inc! (ねぇきいて?宇宙を救うのは、きっとお寿司…ではなく、でんぱ組.inc!) | 2011. december 14. | 132    |
| — | Dempagumi.inc 1st One-man Live CD: Dempa Life va ovaranjo! (でんぱ組.inc 1stワンマン LIVE CD 〜でんぱLIFEはおわらんよっ! 〜)               | 2012. január 22.   | —      |
| 2 | World Wide Dempa | 2013. december 11. | 5      |
| 3 | WWDD | 2015. február 18.  | 3      |
| — | Moe Japan | 2015.              | —      |
| 4 | Go Go Dempa | 2016. április 27.  | 3      |
| 5 | WWDBest | 2016. december 21. | 4      |
| 6 | Varevare va Dempagumi.inc da (ワレワレハデンパグミインクダ)                                                                                | 2019. január 1.    | 10     |
| 7 | Ai ga csikjú szukuunsza! Datte Dempagumi.inc va Family deso (愛が地球救うんさ！だってでんぱ組.incはファミリーでしょ)                       | 2020. április 15.  | 5      |